# Damba
Damba és un municipi de la província de Uíge. Té una extensió de 6.915 km² i 63.580 habitants. Comprèn les comunes de Camatambo, Damba, Lemboa, Lombe (N Sosso) i Pete Cusso (ex Sacamo). Limita al nord amb el municipi de Maquela de Zombo; a l'est amb els de Sanza Pombo i Buengas; al sud amb els de Bungo, de Songo i Mucaba; i a l'oest amb els de Bembe i Cuimba, aquest darrer a la província del Zaire. Fou nomenada vila el 14 de setembre de 1950.